# Настоящий гений (телесериал)
«Настоя́щий ге́ний» (англ. Pure Genius) — американский медицинский телесериал, созданный Джейсоном Катимсом. Сериал был заказан 13 мая 2016 года, а премьера состоялась 27 октября 2016 года на CBS. 21 ноября того же года стало известно, что CBS решил не заказывать дополнительные эпизоды и выпустит в эфир лишь 13 первоначально заказанных. 15 декабря 2016 года закончились съёмки первого сезона, а 26 января 2017 года в эфир вышел финальный эпизод сезона.
17 мая 2017 года сериал был официально закрыт после одного сезона.

## Сюжет
Джеймс Белл — миллиардер из Силиконовой долины, который мечтает построить больницу, оснащённую по последнему слову техники, чтобы лечить редкие и неизлечимые заболевания. Для этого он объединяется с талантливым хирургом доктором Уолтером Уолласом, который борется с бюрократией в медицине.

## В ролях
- Дермот Малруни — доктор Уолтер Уоллас
- Август Прю — Джеймс Белл
- Одетт Эннэбл — доктор Зои Брокетт
- Решма Шетти — доктор Талайха Чаннараяпатра
- Аарон Дженнингс — доктор Малик Верлен
- Уорд Хортон — доктор Скотт Штраус
- Бренда Сонг — Энджи Ченг

## Список эпизодов
| № общий | № в сезоне | Название                                                                              | Режиссёр         | Автор сценария               | Дата премьеры   | Произв. код | Зрители в США (млн) |
| ------- | ---------- | ------------------------------------------------------------------------------------- | ---------------- | ---------------------------- | --------------- | ----------- | ------------------- |
| 1       | 1          | «Пилот» «Pilot»                                                                       | Дэвид Семел      | Сара Уотсон & Джейсон Катимс | 27 октября 2016 | 101         | 6.23                |
| 2       | 2          | «It's Your Friendly Neighborhood Spider Silk Surgery»                                 | Ричард Дж. Льюис | Джон Кауэн                   | 3 ноября 2016   | 102         | 5.37                |
| 3       | 3          | «Вы должны помнить это» «You Must Remember This»                                      | Джессика Ю       | Ялинь Чанг                   | 10 ноября 2016  | 103         | 5.39                |
| 4       | 4          | «Не роботизированная хирургия твоей бабушки» «Not Your Grandmother's Robotic Surgery» | Марк Пизнарский  | Джейсон Катимс               | 17 ноября 2016  | 104         | 5.48                |
| 5       | 5          | «Огонь и лед» «Fire and Ice»                                                          | Норберто Барба   | Джулия Браунелл              | 24 ноября 2016  | 105         | 4.77                |
| 6       | 6          | «Банкер Хилл, у нас проблема» «Bunker Hill, We Have a Problem»                        | Дилан К. Массин  | Мередит Аверилл              | 1 декабря 2016  | 106         | 4.76                |
| 7       | 7          | «Рождество в Банкер-Хилле» «A Bunker Hill Christmas»                                  | Майкл Энглер     | Джейсон Катимс               | 8 декабря 2016  | 107         | 5.62                |
| 8       | 8          | «Around the World in Eight Kidneys»                                                   | Дилан К. Массин  | Дэниз Хан                    | 15 декабря 2016 | 108         | 5.50                |
| 9       | 9          | «Грейс» «Grace»                                                                       | Розмари Родригез | Эндрю Хиндерэкер             | 1 января 2017   | 109         | 5.46                |
| 10      | 10         | «Поклонение герою» «Hero Worship»                                                     | Майкл Уивер      | Тед Салливан                 | 5 января 2017   | 110         | 5.24                |
| 11      | 11         | «Прикоснись и иди» «Touch and Go»                                                     | Патрик Р. Норрис | Мередит Аверилл              | 12 января 2017  | 111         | 5.15                |
| 12      | 12         | «Я понял это» «I Got This»                                                            | Майкл Уивер      | Джулия Браунелл              | 19 января 2017  | 112         | 5.27                |
| 13      | 13         | «Подними меня вверх» «Lift Me Up»                                                     | Норберто Барба   | Джон Кауэн                   | 26 января 2017  | 113         | 5.20                |

## Отзывы критиков
«Настоящий гений» получил в общем смешанные отзывы критиков. На сайте-агрегаторе Rotten Tomatoes сериал держит 24% «свежести», что основано на 21-м отзыве критиков. Критический консенсус сайта гласит: «„Настоящий гений“ перенасыщен всеми стереотипами медицинской драмы, что уничтожает все шансы на привнесение убедительности и развлекательности в этот жанр». На Metacritic сериал получил 43 балла из ста, что основано на 18-ти «смешанных и средних» рецензиях.